# Сремські Карловці (община)
Общи́на Сремські Карловці (серб. Општина Сремски Карловци) — міська община в Сербії, у складі Південно-Бацького округу автономного краю Воєводина.

## Населення
Згідно з даними перепису 2007 року, в общині проживало 9 060 осіб, із них:
- серби — 6664 — 75,39%;
- хорвати — 753 — 8,51%;
- югослави — 254 — 2,87%;
- югослави — 254 — 2,87%;

Решту жителів  — зо два десятка різних етносів, зокрема: словаки, чорногорці, бунєвці, німці і кілька десятків русинів-українців.
| Рік  | Населення, люд. |
| ---- | --------------- |
| 1991 | 8026            |
| 2001 | 8803            |
| 2002 | 8844            |
| 2003 | 8827            |
| 2004 | 8824            |
| 2005 | 8809            |
| 2006 | 8776            |
| 2007 | 8782            |

## Населені пункти

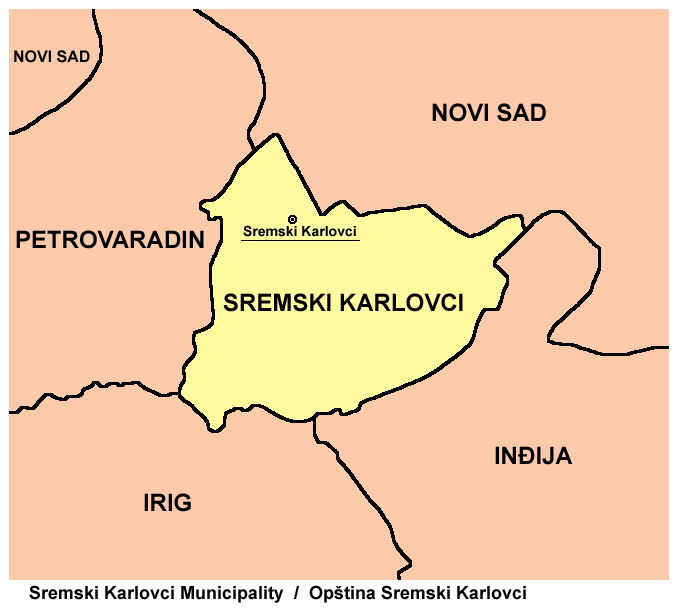

Община утворена з одного населеного пункту — історично-знакового міста Воєводини Сремські Карловці.